# Personaggi di Space Ghost Coast to Coast
I personaggi di Space Ghost Coast to Coast sono tutti i personaggi apparsi nell'omonima serie televisiva d'animazione.

## Personaggi principali

### Space Ghost
Space Ghost, il cui vero nome è Tad Eustace Ghostal, è un supereroe degli anni '60. Dopo aver combattuto per anni contro i malvagi Zorak, Brak, Moltar e altri ha deciso di renderli suoi prigionieri all'interno del suo talk show. È infantile, egoista e meschino e generalmente rimane ignaro di ciò che lo circonda. Ha poca considerazione per il benessere degli altri e spesso sminuisce i suoi compagni e gli ospiti. Nel doppiaggio originale è interpretato da George Lowe.

### Zorak
Zorak Roberts è il leader della band The Original Way Outs e un alieno con le sembianze di una mantide, noto per il suo odio per Space Ghost. È estremamente malvagio, non ha rimorsi, non prova pietà e agisce solo per raggiungere i propri fini. È vergine a causa del fatto che non desidera essere mangiato dal suo compagno dopo il rapporto. È il migliore amico di Brak, nonostante gli porti poco rispetto, e gli piace travestirsi da supereroe sotto il nome di Batmantis. Sebbene sia prigioniero di Space Ghost, Zorak mantiene la sua appartenenza al Consiglio del giudizio. Ha co-ospitato Cartoon Planet con Brak. Nel doppiaggio originale è interpretato da C. Martin Croker.

### Moltar
Moltar è il regista e produttore della serie. Il suo corpo è fatto interamente di lava e normalmente indossa una tuta di contenimento con un ricettacolo per la respirazione. Dimostra di essere più competente e equilibrato rispetto agli altri, oltre ad essere molto intelligente. Tende a rapportarsi amichevolmente con Zorak, anche se quest'ultimo spesso lo respinge o gli presta poca attenzione. È un grande fan di CHiPs e della sua star Erik Estrada. Ha fatto una breve apparizione in Cartoon Planet. Nel 1997 è diventato il produttore immaginario del blocco di animazione d'azione Toonami di Cartoon Network, prima di essere sostituito da T.O.M. nel 1999. Nel doppiaggio originale è interpretato da C. Martin Croker.

## Personaggi ricorrenti

### The Original Way Outs
La band del programma, guidata da Zorak. Le sue origini non sono mai state spiegate ed è composta da alcuni ex cattivi di Space Ghost. Solitamente viene prestata poca  attenzione alla band.
- Parko.

Parko, anche noto come Owlie, è un membro degli Original Way Outs con l'aspetto di un gufo marrone con gli occhiali. Ha avuto origine nella serie animata Space Ghost - Il Fantasma dello Spazio nell'episodio Uccelli spaziali.
- Lo stregone, doppiato da Andy Merrill.

Un membro degli Original Way Outs con una grande testa color carne e occhi gialli. Parla in occasioni estremamente rare, come alluso dallo stesso Space Ghost nell'episodio Mayonnaise. Ha avuto origine dal cartone animato del 1966 quando è apparso nell'episodio con lo stesso nome. Ha avuto origine nella serie animata Space Ghost - Il Fantasma dello Spazio nell'episodio Lo stregone.
- Christy.

Christy, anche noto come Gorb, è il batterista degli Original Way Outs. Non parla mai e viene interpellato direttamente da Space Ghost e Zorak. È l'unico membro della band creato per Space Ghost Coast to Coast. Descritto come una versione "spaziale" di Benny di Top Cat, il suo personaggio è un omaggio al cane domestico della madre di C. Martin Croker.

### Consiglio del giudizio
- Vedova Nera, doppiata da Judy Tenuta.

Vedova Nera è un cattivo e membro del Consiglio del giudizio. Ha professato spesso il suo amore per Space Ghost, con grande scontento degli altri cattivi. È nota per il suo urlo che irrita Space Ghost. È apparsa anche in Johnny Bravo nell'episodio Il mega appuntamento di Adam West come guest star.
- Brak, doppiato da Andy Merrill.

Brak è un alieno adolescente con le sembianze di un gatto dalle grandi zanne. Sebbene proclami spesso di essere un cattivo, è il meno minaccioso della serie. È apparso periodicamente in Space Ghost Coast to Coast spesso con il Consiglio del giudizio, di cui era un membro, ed è stato spesso vittima di Space Ghost e degli altri cattivi. Nell'episodio Jerk ha dirottato il programma, volendo che il pubblico lo salutasse, facendo l'introduzione e persino la musica con grande imbarazzo di Space Ghost. Ha co-ospitato Cartoon Planet e il suo revival con Zorak.
- Metallus, doppiato da Michael Tew.

Metallus è un cattivo e membro del Consiglio del giudizio. Parla in un tono metallico con pesante riverbero rendendo ogni sua parola incomprensibile, anche se altri personaggi sembrano capirlo. È un ragazzo di metallo con un giubbotto blu e guanti, con un elmo e grandi "ali" presumibilmente ornamentali.
- Lokar, doppiato da Andy Merrill.

Lokar è un ominide gigante erudito incline alle esplosioni violente che parla con un accento fortemente britannico. Sembra nutrire rancore nei confronti di Space Ghost e ha anche una lunga faida con Zorak. Lokar è un membro del Consiglio del giudizio, tuttavia dimostra spesso di essere più snob che malvagio. Nell'episodio Pilot viene rivelato che originariamente avrebbe dovuto essere il leader degli Original Way Outs al posto di Zorak, tuttavia la mantide è stata assunta quando Birdman, essendo stato continuamente insultato da Lokar, lo ha fatto attaccare dal suo falco Avenger facendolo ricoverare in ospedale. A volte viene considerato omosessuale a causa del modo sgargiante con cui si riferisce ai personaggi maschili con termini come "amore" o "tesoro".
- Tansit, doppiato da Don Kennedy.

Tansit (scritto anche Tansut) è un uomo sovrappeso e codardo con un costume arancione e un elmo. Ha sostituito Moltar come regista della serie due volte, rovinando tutto. La sua più grande paura è di essere fulminato da uno dei raggi di Space Ghost. È un membro del Consiglio del giudizio. Per circa la metà degli episodi della quarta stagione ha annunciato l'introduzione della serie fino a quando non è stato licenziato da Space Ghost.
- Re dei Mostri.

Un membro del Consiglio del Giudizio. Porta un elmetto che usa per il controllo mentale degli animali dello spazio. 

### Membri della Ghost Planet Industries
- Bob, doppiato da Tom Arcuragi.

Presentato nella quarta stagione, agisce come regista improvvisato del programma.
- Joey, doppiato da Joey Googe.

Joey è un ex stagista in live action che lavorava presso Ghost Planet Industries. Trovandolo fastidioso, Space Ghost ha finito per ucciderlo.
- Helga.

Helga è la signora del pranzo che lavora alla mensa della Ghost Planet Industries. Helga è un alieno verde il cui aspetto è simile all'Oni del folclore giapponese.
- Desiree.

Una collaboratrice della mensa. Ha avuto una cotta per Space Ghost ma non è mai riuscita a rivelargli i suoi veri sentimenti.

### Parenti di Space Ghost
- Chad Ghostal, doppiato da Brad Abelle.

Chad Ghostal è il fratello gemello malvagio di Space Ghost, distinto da quest'ultimo solo per la barba alla Van Dyke rozzamente disegnata. È un beatnik e ascolta la musica jazz. In un primo momento viene menzionato nell'episodio Jerk in cui avvisa Space Ghost che è scappato dal manicomio e che "sarà lì a breve". Successivamente appare in Switcheroo, dove usa la sua somiglianza con Space Ghost per scambiarsi con lui, e di nuovo in Hipster, dove sabota il programma dopo aver reso inabile Space Ghost.
- Leonard Ghostal, doppiato da Randy Savage.

Leonard Ghostal è il nonno di Space Ghost. È un wrestler che una volta ha combattuto contro il padre di Moltar.
- Mom Ghostal.

La madre di Space Ghost che vive nella Florida centrale.

### Altri personaggi ricorrenti
- Harvey Birdman, doppiato da Scott Finnell.

Harvey Birdman è stato l'ospite del programma negli episodi Pilot e Sequel. Sostiene alternativamente di essere disoccupato. Ha poi ottenuto un lavoro come avvocato nella sua serie spin-off Harvey Birdman, Attorney at Law.
- Raymond, doppiato da C. Martin Croker.

Raymond è il nipote precedentemente sconosciuto di Zorak. Space Ghost ha da subito preso in simpatia la simpatica versione in miniatura di Zorak. Nonostante sia stato mangiato in un primo momento da Zorak, ha fatti altre apparizioni successive.
- Linda.

La moglie di Moltar menzionata in diverse occasioni. Nonostante Moltar dice di amare Linda, ha affermato che questo non gli impedisce "di fare il donnaiolo". Nell'episodio Boatshow, Moltar le ha dedicato una canzone. Ha un fratello di nome Zoltran che ha posseduto Robin Leach nell'omonimo episodio. Anche se non è mai apparsa nella serie, il suo design è stato rivelato nel sito web ufficiale di Cartoon Network. Nonostante sia stata abbandonata nelle stagioni successive, è stata menzionata successivamente nell'episodio Richard, durante il revival di cortometraggi su GameTap.
- Jan, Jace e Blip, doppiati da Isabel Gonzalez e Matt Harrigan.

I compagni iniziali di Space Ghost, rispettivamente due ragazzi e la loro scimmia, che guidavano il supereroe tramite il Phantom Cruiser. I ruoli di Jan e Jace sono stati notevolmente ridotti in Space Ghost Coast to Coast; tuttavia, nel fumetto promozionale di Space Ghost Coast to Coast è stato spiegato che nel frattempo entrambi frequentavano il college. Nella serie, affermando che Space Ghost non avrebbe lasciato loro un'istruzione adeguata, Jan, Jace e Blip si sono licenziati a causa dei continui abusi del supereroe. Nell'episodio Lawsuit, Jan e Jace hanno citato in giudizio Space Ghost per danni che includevano l'arresto della crescita fisica e mentale dei loro corpi. Quando Jace ha ritirato la causa, Jan ha deciso di scrivere un libro rivelatore su Space Ghost e su come li ha maltrattati. Nei fumetti viene rivelato che Blip Sr., il padre di Blip, era il compagno originale di Space Ghost.
- James Kirkconnell, interpretato da James Kirkconnell.

Noto anche come Kirk il raccontastorie ed "esperto di Space Ghost", è un conduttore televisivo che talvolta narra i fatti che succedono negli episodi.

## Personaggi secondari
- Banjo.

Noto anche come il re delle scimmie di mare, è stato il gambero domestico di Space Ghost. Sfortunatamente, Banjo ha dovuto essere abbattuto quando è diventato un mostro aggressivo.
- MOE 2000, doppiato da Keith Crofford.

Un supercomputer utilizzato da Space Ghost dopo aver licenziato Zorak e Moltar. Finisce per impazzire, prendendo il controllo di Space Ghost Coast to Coast.
- Comandante Andy of the Cosmos, interpretato da Andy Merrill.

In un'occasione ha dirottato il programma di Space Ghost per fare richieste folli.
- Zokariani.

Alieni della stessa specie di Zorak che hanno partecipato come pubblico nel programma.
- Drago magico.

Un drago che pensa che Space Ghost abbia 50 anni.
- Bizarro Santa, doppiato da Dave Willis.

Bizzarro Santa è un Babbo Natale malvagio che voleva rubare i denti ai bambini.
- Boo Boo Kitty.

Boo Boo Kitty è stato il gatto domestico di Space Ghost. Quando viveva con il supereroe, Zorak l'ha fatta uscire facendolo gonfiare a dismisura e fluttuando all'esterno dell'edificio per poi pungerlo con una spilla.
- Brago.

Il leader di una banda di teppisti.
- C. Ling Tile, doppiato da Jon Schnepp.

C. Ling Tile è un controsoffitto parlante apparso nell'episodio Curling Flower Space.
- Carl.

Carl è un dokariano travestito. Pensando inizialmente che fosse una donna, Zorak ha scoperto che è un uomo e che è il leader di un gruppo di dokariani maschi che resistono ai loro impulsi di accoppiamento.
- Carl e Carl Jr., doppiati da Dave Willis e Jim Fortier.

Carl e Carl Jr. sono una coppiadi cervelli parlanti padre e figlio. Hanno truffato Space Ghost con i loro prodotti per capelli. Carl Jr. parla in modo incomprensibile.
- Cyclo, doppiato da Dave Willis.

Un'ex mente criminale.
- Dorno, doppiato da Dave Willis.

Il figlio di Zandor e Tara.
- Dr. Nightmare, doppiato da Andy Merrill.

Un nemico di Space Ghost. Dopo aver conseguito la laurea nella Prigione Spaziale, ha cercato vendetta facendo causa a Space Ghost per non aver pagato Jan o Jace dopo averli costretti a combattere il crimine nello spazio insieme a lui, mentre erano dei bambini poveri e innocenti.
- Dr. Worm.

Un dottore che Space Ghost visita nell'episodio Kentucky Nightmare. È un verme parlante.
- Rappin' Space Goblin, doppiato da Gus Jordan.

Un alieno che ha suonato canzoni rap educative nell'episodio Dimethyl Pyrimidinol Bisulfite. Successivamente viene fatto saltare in aria da Zorak. Ha fatto un cameo nell'episodio Brakstreet di The Brak Show in cui può essere visto su un poster in un negozio di dischi.
- Saucer Crab, doppiato da Dave Willis.

Un disco volante vivente inviato dalla Robo Corp, un impero galattico, nel tentativo di rubare informazioni su Space Ghost.
- Ol' Kentucky Shark.

Ol' Kentucky Shark, anche noto semplicemente come Shark (letteralmente Squalo), è la mascotte del Kentucky Nightmare Liquor, la compagnia di birra che ha acquistato Space Ghost Coast to Coast. Si è posizionato a fianco alla scrivania di Space Ghost per un anno intero, limitandosi a sospirare. Uscito dallo studio finisce per esplodere improvvisamente. Ciò è dovuto, come spiegato nel documentario sulla natura di Space Ghost, al fatto che hanno il cervello e gli organi sessuali fatti di M80 e che esplodono per attirare i compagni o le api assassine giganti. Il personaggio è apparso dapprima nell'episodio Escape from Leprechaupolis di Aqua Teen Hunger Force e ha ricoperto un ruolo principale in 12 oz. Mouse.
- Justice Hole, doppiati da Dave Willis (Snakefish).

- Satana.

L'Orso Yoghi con una corona. È apparso nell'episodio Sweet for Brak, dove Space Ghost ha fatto un patto con Satana in modo che possa entrare in una sitcom.
- Orso.

- Aqua Teen Hunger Force, doppiati da Dave Willis (Frullo, Polpetta) e Matt Maiellaro (Fritto).

Le mascotte della catena di fast food Burger Trench. Sono un team di alimenti antropomorfi formato da Frullo, Fritto e Polpetta.
- Merle.

Un leprecauno uscito da un portale creato da Space Ghost. È apparso precedentemente nella serie animata Aqua Teen Hunger Force.
- Fernando e Herve, doppiati da C. Martin Croker (Herve).

Due uomini in divisa blu e arancione che lavorano come riparatori di condizionatori.